# Chlorophorus moultoni
Chlorophorus moultoni là một loài bọ cánh cứng trong họ Cerambycidae.